# 略阳站
略阳站，位于中华人民共和国陕西省汉中市略阳县，是宝成铁路上的火车站，建于1956年，由西安铁路局汉中车务段管辖。

## 車站周邊
- 略阳铁路医院
- 嘉陵江
- 略阳嘉陵小学
- 中国邮政储蓄银行略阳县火车站支行
- 略阳金亚大酒店
- 略阳县轻工业局
- 中国联通略阳北大街联通营业处
- 略阳象山宾馆
- 中国工商银行象山路支行
- 略阳汽车站
- 江神庙

## 歷史
- 建于1956年。